# Компютърен терминал
Компютърният терминал (на латински: terminus – „край, гранична линия“) е електронно или електромеханично хардуерно устройство, което се използва за въвеждане на данни и извеждането им от компютърна система или компютърна мрежа. В повечето случаи терминалът позволява текстово-базиран потребителски интерфейс през серийна комуникация. Терминалът е инструмент, който позволява работа на отдалечен компютър, без да стига до него физически.

## Устройство
Терминалът най-често се състои от телетип или клавиатура за въвеждане на входни данни (команди и информация във вид на текст) и дисплей за извеждане на изходни данни (резгодинаултати от обработката във вид на текст и/или графики). Клавиатурата и дисплеят могат да бъдат обединени в един корпус или да бъдат отделни устройства с обща или отделни връзки към изчислителния център. Допълнително, в зависимост от типа на терминала, могат да се включват и други входно-изходни устройства като дискови запаметяващи устройства, принтери, скенери т.н.

## История
В миналото, през 1960-те и 1970-те години телетипите и терминалите са основни устройства за достъп до големите изчислителни центрове и центровете за данни в университетите, държавните учреждения и частните компании. С тяхна помощ са се извършвали основните операции по настройката, програмирането и използването на големите компютри.
Днес най-често в ролята на терминали се използват обикновени персонални компютри с подходящ софтуер и мрежова връзка. Използват се и специални модели компютри, наречени тънки клиенти, разполагащи с ограничени изчислители ресурси и малък или никакъв запаметяващ капацитет, които осигуряват връзка към основен сървър или директно към Интернет и позволяват отдалечена работа при най-ниски цени за придобиване и поддръжка.